# Top
Top je artilerijsko orožje različnih kalibrov za boj proti utrjenim položajem ali pomorskim ciljem.
V zadnjem stoletju pa prvotno poimenovanje za top ni več ustrezalo zaradi vse večje raznolikosti artilerijskega orožja. Začela se je delitev na topove, havbice in možnarje.
Topovi so orožja z dolgo cevjo, ki streljajo projektile pod nizkim kotom na velike razdalje in se uporabljajo predvsem za boj proti utrjenim položajem in oklepnim vozilom ali v primeru pomorskega bojevanja proti ladjam. Top imenujemo tudi vsa strelna orožja kalibrov večjih od 20mm, ki imajo cev daljšo od 25 kalibrov. 

## Zgodovina
Prvi dokaz o uporabi topov so budistični reliefi iz leta 1128. Prva dokumentirana uporaba v Evropi pa sega v zgodnje 14. stoletje. Tovrstno orožje se je do sredine istega stoletja dodobro uveljavilo in je postalo sestavni del vsake armade. 
Prvi topovi so bili uliti iz brona ali kovani iz železa in so imeli gladke cevi. Iz njih so večinoma izstreljevali kamnite ali krogle ulite iz brona, ki so jih polnili s sprednje strani. Za boj proti živi sili pa so pogosto iz cevi izstreljevali koščke kovin  ali žeblje.   

## Razvoj topov do prve svetovne vojne

### Počasnostrelni topovi
Razvoj topov, ki jih srečamo v prvi svetovni vojni se začne v drugi polovici 19. stoletja. Revolucijo v razvoju topov pomeni izdelava topov s cevjo z žlebovi, ki so imeli bistveno večji domet od topov z gladko cevjo. Leta 1859 Nemci kot prvi uvedejo topove, ki jih polnijo z zadnje strani. 
Leta 1867 Rusi stare topove nadomestijo z novimi, ki jih polnijo od strani. Ruskemu zgledu leta 1868 sledi Španija in Švica, leta 1873 Francija, leta 1875 Avstrija in leta 1890 Velika Britanija. 
Z izboljšavami izdelave cevi, granat in smodnika Nemčija (topovi kalibra 8 in 9 cm) in Rusija (topovi kalibra 87 in 107mm) povečata domet topov za okoli 100 %. 
Leta 1877 povečajo domet francoskim topovom M1877 kalibra 80 in 90mm na 7.000m in nemškim topovom M96 kalibra na 8.000m. Istega leta povečajo domet francoskim oblegalnim topovom kalibra 120 in 155mm in ruskim oblegalnim topovom kalibra 107 in 152,4mm na 9.000m.

### Hitrostrelni topovi
Revolucijo v hitrosti streljanja topov pomeni odkritje hidravlične zavore in zračnega povratnika, ki omogočata, da top pri strelu ostane na mestu (prejšnji, počasno-strelni topovi, so se ob strelu premaknili iz prvotne lege in so jih topničarji morali vrniti na 
prejšnje mesto in ponovno nameriti, kar je bilo zelo zamudno delo). Teoretična hitrost streljanja hitro-strelnega topa je znašala 25, praktična pa do 20 strelov na minuto, kar je bilo 10 krat hitreje od počasno-strelnih topov. 
Francija je leta 1897 kot prva izdelala hitrostrelni top: M.1897 kalibra 75mm, leta 1906 začno izdelovati ladijske topove M.1906 kalibra 65mm, leto dni kasneje pa še topove M.1907 kalibra 75mm in gorske topove kalibra 70mm. Do leta 1913 so izdelovali samo te manjše topove, ker se je takratna francoska vojaška doktrina predvidevala manevrski način bojevanja in se je zanašala na veliko mobilnost manjših topov. 
Nemčija do leta 1914 izdeluje lahke topove M.1906 kalibra 77mm in težje topove M.04 kalibra 100mm in M.1910 kalibra 130mm. Nemška vojaška doktrina je pravilno predvidevala, da bodo težki topovi zelo pomembni. 
Rusija se do leta 1914 usmerjala predvsem v izdelavo topov M.1902 kalibra 76mm in M.1909 kalibra 107mm, Avstro-ogrska je ta čas izdelovala predvsem topove M.5 kalibra 80mm. Velika Britanija je do leta 1914 izdelovala predvsem topove M.IV kalibra 83,3mm. 
Srbija je leta 1909 kupila v Franciji topove M.1907 kalibra 75, gorske topove kalibra 70mm in počasnostrelne topove M.1897 kalibra 120mm.

## Topovi v prvi svetovni vojni
Tekom vojne se je domet topov povečal za 20 do 40 %. Izboljšala se je tako horizontalna (na 60 stopinj) kot vertikalna (od -10 do 45 stopinj) mobilnost topa. Lahke topove so premikali večinoma s konjenico, ki je postopoma izgubljala svoj pomen, težke topove pa s tovornjaki in traktorji, najtežje topove pa so montirali na železniške vagone. 
Pehota se je oborožila s posebnimi lahkimi pehotnimi topovi kalibra 37mm. Za delovanje proti letalom so razvili lahki protiletalski top, 
proti tankom pa  uporabljali lahke poljske topove. Za delovanje na terenu usposobijo mnogo oblegalnih, trdnjavskih, obalnih in celo 
ladijskih topov. Za delovanje proti zelo oddaljenim ciljem se razvijejo posebno težki topovi, od katerih je bil zelo dober nemški top kalibra 210mm in z dometom 130 km. S tem topom so leta 1918 obstreljevali Pariz iz okolice Crépy-en-Laonnois (departma Aisne), 120 km severovzhodno od Pariza.

## Sodobni topovi
Z izumom risane cevi, za povečanje stabilnosti izstrelkov so postali topovi izjemno natančni, njihov doseg pa se je zelo povečal. Sodobni topovi se polnijo z zadnje strani in izstreljujejo granate ali raketne izstrelke z različnimi konicami (odvisno od cilja).
Kjub očitnim prednostim risanih cevi se zopet predvsem v sodobnih oklepnih vozilih uporabljajo gladke cevi, ki omogočajo isztreljevanje vodenih raket in kinetičnih penetratorjev saj te vrste izstrelkov za stabilizacijo uporabljajo krilca in ne vrtilne sile.

## Vrste izstrelkov
- krogle : Kamnite, bronaste ali železne
- verigarice : Več manjših krogel povezanih med seboj z verigo. Tovrstni izstrelki so se uporabljali predvsem za boj proti živi sili ali za trganje jader sovražnih ladij. Učinkoviti samo na kratkih razdaljah.
- karteče : Platnene vreče napolnjene z železnimi ali svinčenimi kroglicami ali drugimi drobnimi predmeti za boj iz bližine proti sovražnikovi živi sili.
- granate : V sodobnem vojskovanju se uporabljajo granate z različnimi polnjenji za različne cilje. Lahko so vodene ali nevodene.
- kinetični penetratorji : Moderna oblika protioklepnih izstrelkov, ki za prebijanje oklepa ne uporabljajo ekplozivnega polnenja, temveč puščici podoben podkalibrski izstrelek narejen iz kovin z veliko gostoto npr. urana ali volframa.
- raketni izstrelki : Najmodernejša oblika artilerijskega vojskovanja, kjer se iz cevi izstreli vodena raketa, ki se jo usmerja do cilja.